# دایترسدورف ام گناسباخ
دایترسدورف ام گناسباخ (به آلمانی: Dietersdorf am Gnasbach) یک منطقهٔ مسکونی در اتریش است که در زودوست‌اشتایرمارک واقع شده‌است. دایترسدورف ام گناسباخ ۶٫۵۶ کیلومتر مربع مساحت دارد ۲۷۳ متر بالاتر از سطح دریا واقع شده‌است.